# Yo no quiero volverme tan loco (canción)
«Yo no quiero volverme tan loco» es una canción del músico argentino Charly García publicada en 1982. Aparece como primer tema del lado B de su álbum Yendo de la cama al living. También fue lanzada como único sencillo del álbum, siendo publicada 
en territorio español por WEA Music. El tema incluye la participación de León Gieco en voces.

## Composición y grabación
El tema se originó en los años finales de Serú Girán bajo el nombre "Pena en mí corazón". La versión, más rápida y potente, fue interpretada varias veces por el grupo, rescatandose una grabación en vivo de un recital grabado en la Navidad de 1981 con Charly García y David Lebón en las letras. Posteriormente se editaría un álbum en vivo de estas grabaciones cuyo tema le daría nombre.
En las sesiones de Yendo de la cama al living Charly convocó a León Gieco, amigo de toda la vida, para cantar una versión más lenta de la canción. Como Gieco tenía contrato con una compañía discográfica rival, no figuró en los créditos del álbum, apareciendo bajo el seudónimo Ricardo Gómez.
Como curiosidad, también fue grabada una versión diferente con parte de la letra en portugués por Charly, que se puede encontrar en internet.
El tema, al igual que el disco, se convirtió en un clásico. A lo largo de los años fue interpretado por diversos artistas como Fito Páez, Iván Noble, Soledad, entre otros.

## Músicos
* Charly García: voz, voces, piano electroacústico Yamaha CP-70, guitarra eléctrica, bajo eléctrico, sintetizador polifónico Moog Opus 3
* León Gieco: voz
* Willy Iturri: batería y percusión.